# Robinson Ekspeditionen 1998
Robinson Ekspeditionen 1998 var den første sæson af det danske realityshow Robinson Ekspeditionen. Programmet blev sendt på TV3 fra 21. september 1998 til 7. december 1998 og havde Thomas Mygind som vært. Robinson Ekspeditionen blev en stor succes og anses for at være det første realityshow i Danmark. Deltagere som Gitte Schnell, Kathleen Kai-Sørensen og Jens Romundstad (Biker-Jens) blev efterfølgende kendte tv-personligheder i Danmark.
Vinderen blev den 32-årige fængselsbetjent Regina Pedersen fra Aarhus, som vandt 250.000 kroner.

## Baggrund
Konceptet blev oprindeligt udviklet i 1994 af den engelske tv-producer Charlie Parsons for det engelske produktionsselskab Planet 24, men det var den svenske debut i 1997 – kaldet Expedition Robinson der faktisk var den første produktion af serien.
Programmet blev optaget på øen Pom Pom i Suluhavet ud for den malaysiske del af Borneo. 16 personer var blevet udvalgt blandt 4000 ansøgere. Tilsammen var de to hold, Syd og Nord, som dystede mod hinanden i to typer konkurrencer gennem 47 døgn. Deltagerne havde stort set ingen bekvemmelige hjælpemidler til rådighed. Hver tredje dag skulle de 16 personer stemme en person hjem, indtil der kun var få tilbage. Alle, der deltog, fik diæter på 12.000 kroner og yderligere 25.000 kroner for at være med. I selve produktionen af programmet, der løb over 12 mandage, var der 40 mennesker involveret inklusive kameraholdet, som fulgte deltagerne 12 timer hver dag, og tv-værten Thomas Mygind, der stillede holdet opgaver undervejs. Jeppe Juhl var redaktør og producent på programmet.

### Seertal
Første afsnit havde 460.000 seere. Seertallet voksede hurtigt og havde gennemsnitligt 682.000 seere hver uge. I uge 45 havde mandagens afsnit dog et seertal på 779.000. Finaleafsnittet havde over 1 million seere.

## Deltagere
| - Henrik Hjerl (Syd) (49, Hellerup) - Pia Hornhof (Syd) (36, Hellerup) - Morten Kirckhoff (Syd) (27, København) - Hanne Nørholm (Syd) (53, Fredericia) - Kristian Sjøgren (Syd) (20, København) - Hassan Torabi (Syd) (36, Nykøbing Falster) - Gitte Schnell (Syd) (28, København) - Karina Winther (Syd) (29, Vejle) | - Kathleen Kai-Sørensen (Nord) (22, København) - Nada Bang (Nord) (28, København) - Jayne Daimo (Nord) (41, Køge) - Stig Lauritsen (Nord) (38, København) - Henrik Ørum (Nord) (41, Virum) - Jens "Biker" Romundstad (Nord) (26, Kastrup) - Ole "Gamle" Thomsen (Nord) (60, Fanø) - Regina Pedersen (Nord) (31, Aarhus) |

## Robinson Ekspeditionen 1998 i andre medier
I 2018 startede en podcast, Robinson eksPODitionen, med en gennemgang af alle afsnit af Robinson Ekspeditionen 1998. Værterne Thomas og Morten Probst gennemgår alle afsnit af Robinson Ekspeditionen 1998 og interviewer blandt andet deltagerne Gitte Schnell og Hassan Torabi.